# Ulead Systems
Ulead Systems (友立資訊) è un'azienda produttrice di software con sede a Taipei, Taiwan.

## Storia
L'Ulead è stata fondata il 5 agosto 1989 da Lotus Chen, Lewis Liaw e Way-Zen Chen, con il supporto della Microtek. Questi hanno lasciato il Taiwan's Institute for Information Industry e sviluppato e commercializzato il loro primo software di editing di immagini truecolor, PhotoStyler, per Windows.
PhotoStyler è stato venduto attraverso Aldus software, un'altra software house. Comunque, Aldus si è fusa con Adobe nel 1994 e da allora PhotoStyler non è più disponibile. L'Ulead ha però continuato a sviluppare e vendere PhotoImpact 3, un editor di immagini. Oggi, PhotoImpact è uno dei concorrenti di Adobe Photoshop.
Successivamente, l'Ulead Systems ha esteso il suo campo nello sviluppo di software multimediali in diverse aree, come il video editing, il media management o le web utility.
Il 13 aprile 2005, InterVideo ha acquistato Ulead Systems per una cifra approssimativa di 68 milioni di $.
Il 12 dicembre 2006, la Corel Corporation acquisito InterVideo e Ulead per circa 196 milioni di $.

## Prodotti

### Video
- Ulead VideoStudio|VideoStudio (dopo l'acquisizione di corel e diventato VideoStudio)
- Ulead MediaStudio Pro|MediaStudio Pro/VideoGraphics Lab
- VideoTool Box
- COOL 3D, COOL 3D Production Studio

### DVD
- Burn.Now
- Ulead DVD MovieFactory|DVD MovieFactory
- DVD PictureShow
- DVD WorkShop

### Galleria d'immagini
- COOL 360
- COOL3D
- PhotoImpact
- IPhoto Plus
- Photo Explorer
- iPhotoExpress
- My Scrapbook

### Web Utility
- GIF Animator
- GIF-X.Plug-in
- Menu.Applet
- SmartSaver Pro